# Georges Darboy
Pour les articles homonymes, voir Saint Georges et Darbois.
Georges Darboy, né le 16 janvier 1813 à Fayl-Billot (France) et mort exécuté avec d'autres otages durant la Commune de Paris le 24 mai 1871 à Paris, est un ecclésiastique français, évêque de Nancy de 1859 à 1863, puis archevêque de Paris de 1863 à 1871.
Son procès en béatification est ouvert en 1923. Il est pour l'heure serviteur de Dieu.

## Biographie
Fils d’épiciers, il est ordonné prêtre en 1836, il fut quelque temps vicaire à l'église Notre-Dame de Saint-Dizier et professeur au grand séminaire de Langres.
En 1845, il rejoignit Denys Affre, archevêque de Paris ; d'abord prêtre auxiliaire à la Maison des Carmes et aumônier du lycée Henri-IV, il fut bientôt élevé aux postes de chanoine à Notre-Dame, de vicaire général et d'archidiacre de Saint-Denis, ayant auparavant été nommé protonotaire apostolique. Républicain convaincu, Darboy accueillit avec enthousiasme la IIe République en 1848.
En 1859, il fut nommé évêque de Nancy grâce à l’appui des milieux gallicans où, pendant les trois ans où il eut la charge de ce diocèse, il s'intéressa spécialement aux questions d'éducation, créa l'école Saint-Léopold, agrandit le grand séminaire et écrivit (1862) sa lettre célèbre Sur la nécessité de l’étude.
Transféré par un décret impérial du 10 janvier 1863 à l'archevêché de Paris, laissé vacant par la mort du cardinal Morlot, il reconsacra cette année-là la cathédrale Notre-Dame, alors complètement restaurée, et fut honoré des titres et fonctions de Grand aumônier, de sénateur du Second Empire (1864) et de conseiller impérial. Il soutient avec fermeté la politique romaine de Napoléon III contre l'hostilité d'une grande partie de l'opinion catholique et du clergé sensibles aux thèses ultramontaines.
Bien qu'il lui manquât l'indépendance de son prédécesseur et ami Affre, la compétence administrative de Sibour et l'affabilité du cardinal Morlot, Darboy était un prélat instruit, consciencieux et respecté. Avec l'aide d'hommes tels que Buquet, Isoard, Langénieux, Meignan et Foulon, il donna une impulsion nouvelle à l'administration ecclésiale que dans sa vieillesse son prédécesseur avait quelque peu négligée.
Alors que, de plus en plus, le clergé français passait à l'ultramontanisme, Darboy restait un des derniers gallicans, ce qui lui valut de ne jamais recevoir le chapeau de cardinal et de se voir réprimander par le pape Pie IX dans une lettre privée qu'une erreur fit publier. On lui reprocha de se montrer plus soumis qu'il n'aurait dû aux vœux impériaux et d'adopter contre les exemptions des religieux une attitude que Rome le contraignit à abandonner en 1869.
Ce fut la raison principale qui, pendant le concile du Vatican de 1869-1870, le rangea, avec la minorité qui considérait que bien qu'elle fût réelle, la définition de l'infaillibilité pontificale était inopportune. Ses motivations étaient de nature plus politique que théologique. Darboy fut un de ceux qui pensèrent à une intervention diplomatique comme au moyen de mettre un terme à ces difficultés. Il quitta Rome avant le vote final du 18 juillet 1870 en exprimant des sentiments qu'il rétracta cependant plusieurs mois après la définition du dogme.
Arrêté le 4 avril 1871 selon l’ordre de la Commune de Paris, il fut emprisonné à Mazas. Les efforts de ses amis ne parvinrent pas à le sauver, le gouvernement versaillais de Thiers ayant notamment refusé toutes les propositions d’échange formulées par les Communards, contre le socialiste Blanqui, enfermé dans une prison de Bretagne. Il fut exécuté comme otage pendant la Semaine sanglante, le 24 mai, à la prison de la Roquette. Avec lui périrent en même temps, le président Bonjean, l'abbé Deguerry, curé de la Madeleine, l'abbé Surat archidiacre de Notre-Dame et le journaliste Chaudey. Après la Commune, il reçut des obsèques nationales.

Georges Darboy Portrait par Félix Vallotton paru dans La Revue blanche en 1897.
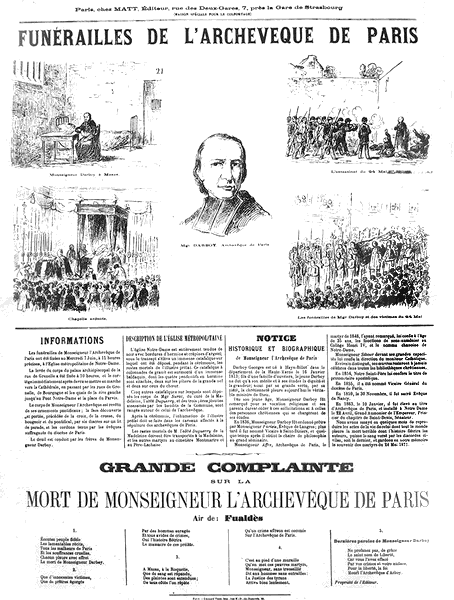
Funérailles de Georges Darboy.
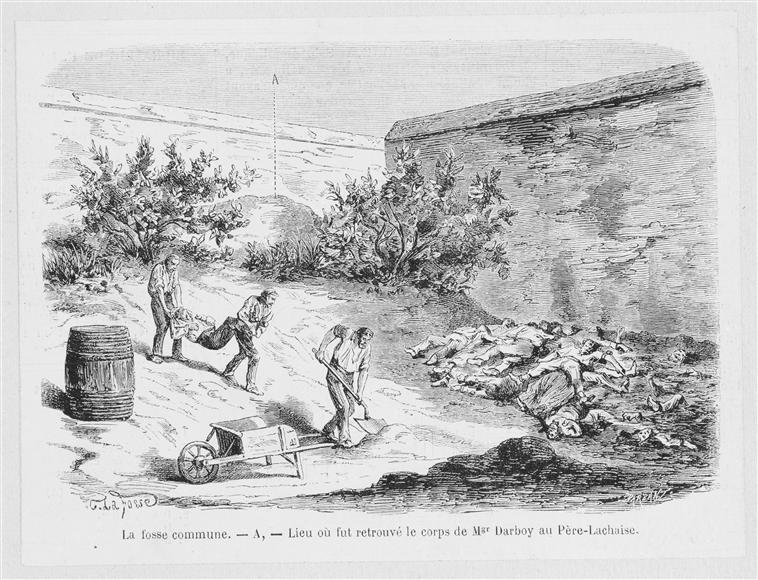
Fosse commune où fut retrouvé Georges Darboy le 28 mai 1871 avant d'être inhumé à la cathédrale Notre-Dame de Paris[5].

L’église Saint-Georges de la Villette a été construite ultérieurement à sa mémoire avenue Simon-Bolivar dans le 19e arrondissement de Paris.

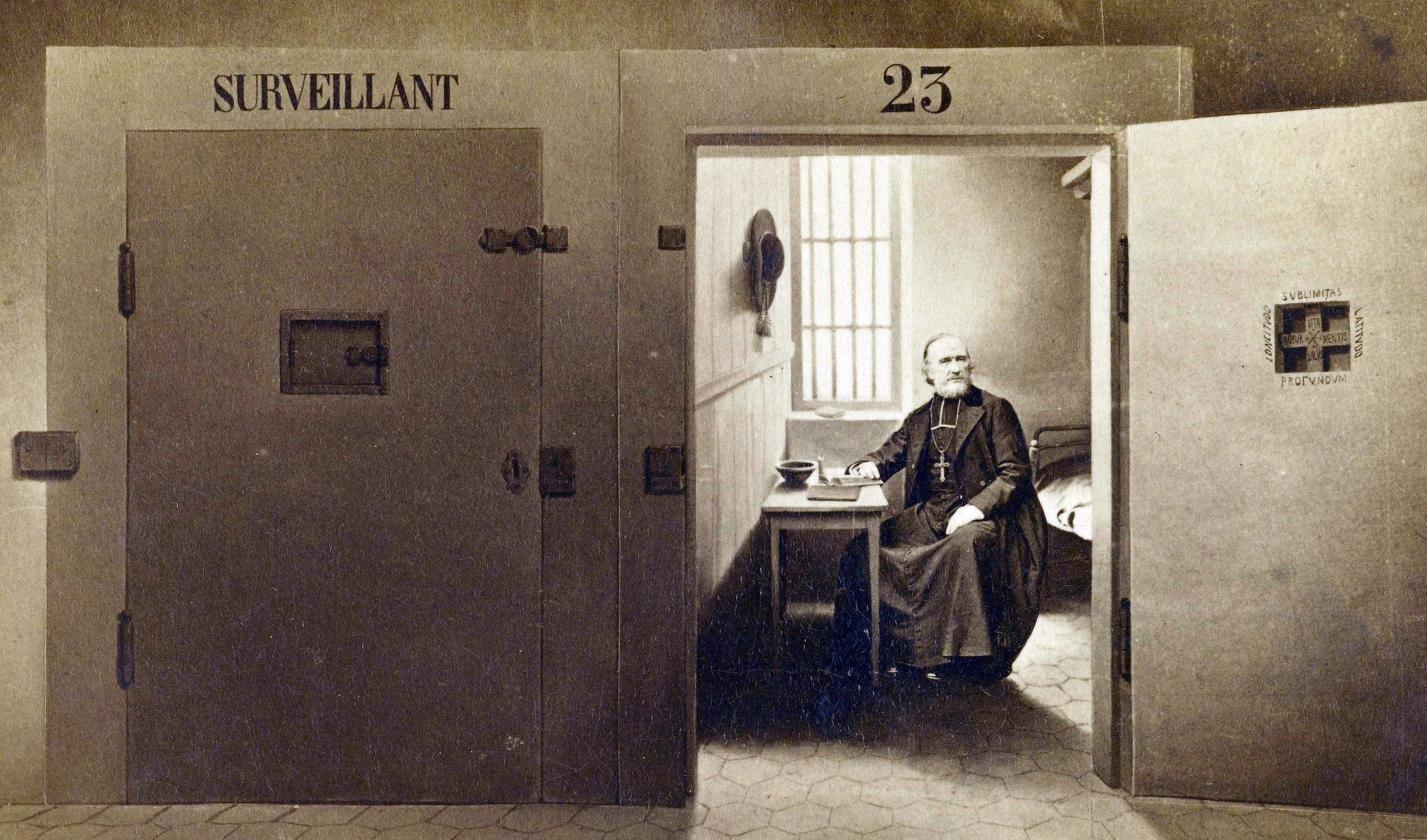
Georges Darboy dans sa cellule de la prison de la Roquette, photomontage d'Ernest-Charles Appert, Crimes de la Commune (1871).

Son exécution lui aurait été prédite par Maximin Giraud, un des jeunes voyants de La Salette, le 4 décembre 1868, durant une entrevue au cours de laquelle Georges Darboy s'était exprimé de manière assez négative sur les apparitions de la Vierge Marie qui eurent lieu en 1846 :
« [V]otre prétendue Belle Dame ? […] Il est stupide, son discours ! » […]

Maximin, humilié pour ce prince de l'Église qui s'oubliait tellement devant lui, voulut que Notre Dame de la Salette eût le dernier mot. ― « Monseigneur, répondit-il avec force, il est aussi vrai que la Sainte Vierge m'est apparue à la Salette et qu'elle m'a parlé, qu'il est vrai qu'en 1871, vous serez fusillé par la canaille. » Trois ans plus tard, à la Roquette, on assure que le prélat, prisonnier, répondit à des personnes qui voulaient faire des tentatives pour le sauver : ― « C'est inutile, Maximin m'a dit que je serai fusillé. »
— Léon Bloy, Celle qui pleure.
Sa cellule de détention et le mur où il fut fusillé sont gardés depuis le début du XXe siècle dans la crypte de la grande chapelle du séminaire Saint-Sulpice d'Issy-les-Moulineaux.

## Succession apostolique
Georges Darboy a ordonné les évêques suivants :
- Évêque Louis-Charles Buquet (1863)

## Distinctions
- Grand officier de la Légion d'honneur (14 août 1868) ; Chevalier en 1860,  Officier en 1863[9]

## Ouvrages
- Œuvres de saint Denys l'Aréopagite, traduites du grec (Paris, 1845). La critique historique établit ultérieurement qu'il s'agit d'écrits du Pseudo-Denys.
- Les Femmes de la Bible (Paris, 1846-1849)
- Les saintes femmes (Paris, 1850)
- Lettres à Combalot (Paris, 1851)
- Jérusalem et la Terre Sainte (Paris, 1852)
- L'Imitation de Jésus-Christ, traduction nouvelle (Paris, 1852)
- Statistique religieuse du diocèse de Paris (Paris, 1856)
- Saint Thomas Becket (Paris, 1858)

Il collabora aussi au Correspondant (1847-1855) et fut pendant une année (1850) directeur du Moniteur Catholique.

## Études
- Jacques-Olivier Boudon :  Mgr Darboy, archevêque de Paris entre Pie IX et Napoléon III (188 p., Cerf, septembre 2011)
- Alexis Pierron : Mgr. Darboy : esquisses familières, Paris, Laplace : Sanchez et Cie, 1872.